# Marina Nyström
Marina Nyström, född 25 oktober 1985, är en svensk skådespelare och regissör. 

## Biografi
Nyström är utbildad på Högskolan för scen och musik och Skara skolscen. Hon har varit verksam vid Göteborgs stadsteater, Uppsala stadsteater, Backa teater och porträtterade Åsa Linderborg i Mig äger ingen vid Stockholms stadsteater 2014. För huvudrollen som den intellektuellt funktionsnedsatta Maria i långfilmen Aerobics – A Love Story nominerades hon till Stockholms filmfestivals Rising Star Award 2015. För samma insats tilldelades hon även Best Actress Award på Cardiff Filmfestival och First Jury Prize på Peace and Love Filmfestival. Hon blev även utsedd till Södertäljes Kulturpristagare 2015.

## Filmografi (i urval)
- 2011 – Happy End
- 2012 – Dom över död man
- 2012 – 112 Aina (TV-serie)
- 2014 – Viva Hate (TV-serie)
- 2014 – Slaktarens vals
- 2015 – Aerobics – A Love Story
- 2015 – Ligga sked
- 2016 – Flickan, mamman och demonerna
- 2016 – Finnmark
- 2016 – Om allt vore på riktigt

### Roller (ej komplett)
| År   | Roll    | Produktion          | Regi         | Teater   |
| ---- | ------- | ------------------- | ------------ | -------- |
| 2010 | Lejonet | Inferno Peter Weiss | Nils Poletti | Dramaten |